# جام خیریه انگلستان ۱۹۶۸

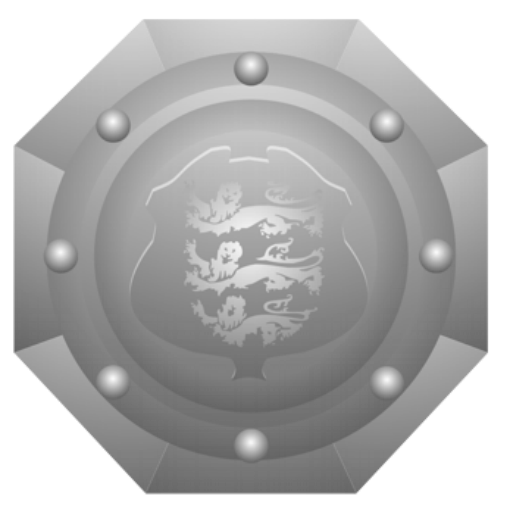
تصویر جام خیریه انگلستان سال 1968 بین تیم های منچستر سیتی و وست برومویچ

 جام خیریه انگلستان ۱۹۶۸، ۴۶امین رقابت سالانه مابین قهرمانان لیگ دسته اول فوتبال انگلستان و جام حذفی فوتبال انگلستان است. 
این مسابقه در تاریخ ۳ آگوست ۱۹۶۸ مابین تیم‌های وست برومویچ و منچستر سیتی در ورزشگاه ماین رود منچستر برگزار شده‌است. 
تیم لیدز یونایتد در این مسابقه با نتیجه دو بر یک به پیروزی رسید.

## جزئیات مسابقه
| منچستر سیتی                   | ۶ – ۱ | وست برومویچ |
| ----------------------------- | ----- | ----------- |
| اوون · لی · لووت خودی' · یانگ |       | کرژیویسکی   |